# 信受院
信受院（しんじゅいん、宝永3年9月29日（1706年11月4日） - 宝暦7年11月15日（1757年12月25日））は、九条幸教の正室。尾張藩主・徳川吉通の長女。名は千姫（せんひめ）。
宝永3年（1706年）、江戸で生まれた。母は側室・さん。享保5年（1721年）12月21日、叔父徳川継友の養女となり、幸教と縁組した。享保8年（1723年）9月23日に上京し、27日に婚礼を挙げた。享保10年（1725年）に長男・九条稙基を、享保12年（1727年）に次男・二条宗基を出産した。宝暦7年（1757年）、京都で死去。享年52。東福寺に葬られた。

## 血筋
- 江戸幕府3代将軍徳川家光の玄孫に当たる。
徳川家光－霊仙院－徳川綱誠－吉通－三千君

## 備考
綱誠の血筋を現在にまで伝えているのは、信受院の血筋のみであり、皇室や多くの大名家、公家、旧皇族などにも繋がる。